# 文京学院短期大学
文京学院短期大学（ぶんきょうがくいんたんきだいがく、英語: Bunkyo Gakuin College）は、東京都文京区向丘1-19-1に本部を置いていた日本の私立大学である。1964年に設置され、2014年に廃止された。大学の略称は文京短大。

## 概観

### 大学全体
- 東京都文京区に所在した日本の私立短期大学で、設置主体は学校法人文京学園[1]。
- 1964年に開学。のちに埼玉県入間郡大井町[注 2]にもキャンパス（経営学科・保育科）が存在したが、最終的には当初と同じ英語系の学科のみとなった。
- 2012年度の入学生を最後に[注釈 2]、2014年に短期大学としての使命を終える[注釈 3]。

### 教育および研究
- 文京学院短期大学には英語科が設置されており、「英語ビジネス」・「英語コミュニケーション」の各コースから成り立っていた。入学後に行なわれるテストと面接試験の結果によりどちらかのコースを決定することになっている。1クラス20人以下の少人数により質の高い英語教育が行なわれ、ユニークとされる科目として｢こどものための英語教育｣や、落語を学ぶことで英語と日本文化をより深めることがねらいとされている｢Rakugo in English｣といった科目が存在した。ボキャブラリーテストや英語スピーチコンテストが行なわれていた。

### 学風および特色
- 英語をベースとした実務教育に力を入れていた。2007年、財団法人短期大学基準協会の第三者評価において適格認定された。

## 沿革
- 1924年
  - 島田裁縫伝習所開所
- 1925年
  - 本郷女学院と改称
- 1951年
  - 3月7日 学校法人文京学園の設置が認められる[4]。
- 1964年
  - 1月25日 左記を以て文部省[注 3]より短期大学の設置が認可される[5]。
  - 4月1日 文京女子短期大学（ぶんきょうじょしたんきだいがく）として以下の学科体制にて開学[6]。
    - 英語英文科 入学定員100名
- 1964年
  - 5月1日 学生数[7]/定員
    - 英語英文科 225[注釈 4]/100[8]
- 1967年
  - 4月1日 文京保育専門学校が開校する。
- 1968年
  - 4月1日 英語英文科の入学定員を100[9]→200[10]に増員[11]。
  - 5月1日 学生数[12]/定員
    - 英語英文科 935[注釈 4]/300
- 1969年
  - 4月1日 英語英文科を英語英文学科に改称[13]。
  - 同 文京保母専門学校が開校する。
- 1979年
  - 4月1日 英語英文科の入学定員を200[14]→320[15]に増員[16]。
- 1979年
  - 5月1日 学生数[17]/定員
    - 英語英文学科 915[注釈 4]/520
- 1982年
  - 4月1日 埼玉県の大井町に新キャンパスが設置され、かつ以下の学科が増設される[注 4]
    - 保育科 入学定員120名[注 5]

  - 経営学科入学定員150名
- 1982年
  - 5月1日 学生数[21]/定員
    - 英語英文学科 828[注釈 4]/640
    - 保育科 157[注釈 4]/120
    - 経営学科 198[注釈 4]/150
- 1986年
  - 4月1日 学科の入学定員増を以下の通り行う[注 6]。
    - 英語英文科 320[注釈 5]→550[注釈 6]
    - 経営学科 150[注釈 5]→300[注釈 6]

  - 5月1日 学生数[26]/定員
    - 英語英文学科 1039[注釈 4]/870
    - 保育科 327[注釈 4]/240
    - 経営学科 581[注釈 4]/450
- 1988年
  - 4月1日 専攻科の設置が認められ、以下の課程を置く[注釈 1]。
    - 保育専攻 入学定員10名
- 1990年
  - 4月1日 経営学科の学生募集を最終とする[注 7]。
  - 5月1日 学生数[32]/定員
    - 英語英文学科 1234[注釈 4]/1100
    - 保育科 323[注釈 4]/240
    - 経営学科 755[注釈 4]/600
- 1991年
  - 4月1日 英語英文学科の入学定員を550[33]→640[34]に増員[注 8]。
  - 5月1日 学生数[35]/定員
    - 英語英文学科 1379[注釈 4]/1190
    - 保育科 335[注釈 4]/240
    - 経営学科 393[注釈 4]/300
- 1992年
  - 5月1日 学生数[注 9]/定員
    - 英語英文学科 1437[注釈 4]/1280
    - 保育科 323[注釈 4]/240
    - 経営学科 1[注釈 4]/-
- 1993年
  - 2月10日 左記をもって経営学科が正式に廃止となる[38]。
- 1996年
  - 4月1日 保育科の学生募集を最終とする[注 10]。
  - 5月1日 学生数[40]/定員
    - 英語英文学科 1410[注釈 4]/1280
    - 保育科 297[注釈 4]/240
- 1997年
  - 5月1日 学生数[41]/定員
    - 英語英文学科 1433[注釈 4]/1280
    - 保育科 149[注釈 4]/120
- 1998年
  - 5月1日 学生数[42]/定員
    - 英語英文学科 1478[注釈 4]/1280
- 1999年
  - 5月1日 学生数[43]/定員
    - 英語英文学科 1471[注釈 4]/1280
- 1999年
  - 3月29日 左記をもって保育科が正式に廃止となる[44]。
- 2000年
  - 4月1日 英語英文学科の入学定員を640→608[45]に減員[46]。
- 2001年
  - 4月1日 英語英文学科の入学定員を608→200に減員[47]。
- 2002年
  - 4月1日 文京学院短期大学と改称[48]。
- 2006年
  - 4月1日 英語英文学科を英語科に改称し、なおかつ入学定員を200→120に減員[49]。
  - 同 男女共学とする。
- 2011年
  - 4月1日 英語科を英語キャリア科に名称変更する[50]。
- 2012年
  - 4月1日 この年度の入学生で学生募集を最終とする[注釈 2]。
- 2014年
  - 8月29日 文部科学省より廃止認可[注釈 3]。

## 基礎データ

### 所在地
- 文京キャンパス（東京都文京区向丘1-19-1）
- 旧・大井町キャンパス（埼玉県入間郡大井町亀久保1196[注 11]）

### 象徴
- 右記資料にあり[51]。

## 教育および研究

### 組織

#### 学科
- 英語キャリア科 入学定員120名[注 12]

##### 過去にあった学科
- 保育学科 入学定員120名[注 13]
- 経営学科 入学定員300名[注 14]

#### 専攻科
- 保育専攻 入学定員10名[注釈 1]

#### 別科
- なし

##### 取得資格について
- 卒業と同時に取得するための国家資格に関するカリキュラムは特に設けられていなかったが、TOEFLやTOEICなどの対策講座が行なわれた。
- 英語科では中学校教諭二種免許状（英語）[45]、かつてあった保育科では保母資格と幼稚園教諭二種免許状がそれぞれ取得できる課程が設けられていた[55]。

#### 附属機関
- 島田依史子記念館がある。

### 研究
- 『文京女子短期大学英語英文学科紀要』[56]
- 『文京女子短期大学保育科紀要』[57]
- 『文京女子短期大学経営学科紀要』[58]

## 学生生活

### 部活動・クラブ活動・サークル活動
- 文京学院短期大学に存在したクラブ活動
  - 体育系：卓球・テニス・バスケットボール・硬式野球・ゴルフ・フットサル・ダンス・バレーボールほか
  - 文化系：マンドリン・茶道・E・S・S・シネマ・箏曲・フットサル・中国文化コミュニケーションほか

### 学園祭
- 文京学院短期大学の学園祭は「文京祭」と呼ばれ例年10月に行われた。各ゼミナールやクラブごとに様々なイベントが催されていた。

## 大学関係者と組織

### 大学関係者一覧
- 島田依史子（初代学長）
- 島田和幸
- 島田燁子

#### 出身者
- 西尾由佳理（日本テレビアナウンサー）
- 飯作あゆり（パフォーマー・元新体操選手）
- 山本スーザン久美子（元アイドル）

## 施設

### キャンパス

#### 文京キャンパス
- 使用学科：英語科
- 使用専攻科：なし
- 使用附属施設：島田依史子記念館
- 交通アクセス：東京地下鉄南北線東大前駅下車。
- 設備：ミクルラウンジ[注 15]・和室・スカイホール・図書館（約100,000冊が所蔵されている）・体育館ほか

#### 旧・大井町キャンパス
- 使用学科：保育科・経営学科
- 使用専攻科：なし

### 寮
- 文京学院短期大学の寮は「蓮沼寮」と呼ばれる。都営地下鉄三田線本蓮沼駅から徒歩で10分程度の場所にある。

## 対外関係

### 他大学との協定

#### アメリカ
- セント・ジョンズ大学

#### ニュージーランド
- オタゴ大学

### 系列校
- 文京学院大学

## 卒業後の進路について

### 編入学・進学実績
- 系列の文京学院大学ほか、白百合女子大学・法政大学などへの編入学実績があった。